# Gusztáv svéd királyi herceg
További személyeket hasonló néven lásd itt.
Ferenc Oszkár Gusztáv svéd és norvég királyi herceg (Frans Oscar Gustav, Frans Gustaf Oscar) (Stockholm, 1827. június 18. – Christiania (ma Oslo), 1852. szeptember 24.); a Bernadotte-házból származó királyi herceg, Uppland hercege, zeneszerző. Közismert néven az „Énekes herceg” (sångarprinsen).

## Élete
1827-ben született a Haga-kastélyban. Édesapja Oszkár svéd koronaherceg, a későbbi I. Oszkár svéd király, édesanyja Joséphine de Beauharnais, Itália alkirályának lánya volt. Szüleinek ő volt második gyermeke, testvérei:
- Károly Lajos Jenő (1826–1872), később XV. Károly néven Svédország és Norvégia királya.
- Ferenc Gusztáv Oszkár
- Oszkár Frigyes (1829–1907), később II. Oszkár néven Svédország és Norvégia királya.
- Sarolta Eugénia Auguszta svéd királyi hercegnő (1830–1889).
- Károly Miklós Ágost, Dalarna hercege (1831–1873).

Apja törvénytelen kapcsolataiból további három féltestvére született. Bár édesanyjuk katolikus volt a házassági szerződés értelmében a gyermekeket evangélikus hitre nevelték. Nevelőik között volt a svéd filozófus, Christopher Jacob Boström és Otto Aubert norvég tanár.
Fiatalon belépett a hadseregbe, ahol 1850-ben alezredesi rangig jutott.
Tanulmányait az Uppsalai és az Oslói Egyetemen végezte. Nagy érdeklődést tanúsított a történelem és művészetek iránt. A svéd Royal Academy of Arts kancellárja volt, szeretett rajzolni, de igazán a zene érdekelte. Zenei képzését Adolf Fredrik Lindblad, a kor neves zongoristája és énekese irányította.
Több mint 50 indulót és más zeneművet is írt zongorára, G**** álnév alatt. Két zeneműve a mai napig nagy ismeretségnek örvend, az egyik a Studentsången (Diák-dal), melyet az érettségiző diákok szoktak énekelni a másik a Vårsång (Tavasz-dal), melyeknek szövegét Herman Säther Berg írta.
Többször tett kirándulást Svédországban és Norvégiában is. 1851 februárjában apja megvásárolta neki a Stjernsund-kastélyt, Askersund közelében, Norvégiában, ahol sokat időzött korábban is.
1852 júliusában a gyenge egészségű Oszkár király két gyermekével, Gusztávval és Eugéniával és feleségével Bad Kissingenbe utazott gyógykezelésre. A király egészségi állapotának javulása után a királyi család szeptemberben haza indult, az út során azonban Gusztáv herceg tífuszt kapott és 16-án már magas lázzal érkezett meg Oslóba, ahol nemsokára elhunyt. A király és Eugéniai is megbetegedett, de később felgyógyultak.

## Emléke
- 1854-ben a Haga-parkban helyezték el mellszobrát[4]
- 1927-ben Carl Eldh öntötte szoborba a herceg alakját, mely az Uppsalai Egyetem parkjában áll.
- 1944-ben a Schamyl Bauman rendező filmesítette meg életét a Prince Gustavo című filmben